# Mã Ân
Mã Ân (giản thể: 马殷; phồn thể: 馬殷; bính âm: Mǎ Yīn) (853-2 tháng 12 năm 930), tên tự Bá Đồ (霸圖), gọi theo thụy hiệu là Sở Vũ Mục Vương (楚武穆王), là một quân phiệt vào cuối thời nhà Đường và sau trở thành vị quân chủ đầu tiên của nước Sở thời Ngũ Đại Thập Quốc, cũng là vị quân chủ duy nhất của Nam Sở mang tước "quốc vương". Sau khi Lưu Kiến Phong qua đời vào năm 896, Mã Ân tiếp quản quyền kiểm soát khu vực Trường Sa, sau đó ông mở rộng lãnh địa đến mức tương ứng với khu vực Hồ Nam và đông bắc Quảng Tây hiện nay.

## Thân thế
Mã Ân sinh năm 853, dưới triều đại của Đường Tuyên Tông. Ông là người Yên Lăng, Hứa châu, Tằng tổ phụ của ông tên là Mã Quân (馬筠), tổ phụ của ông tên là Mã Chính (馬正), còn cha của ông tên là Mã Nguyên Phong (馬元豐). Gia đình ông xưng là hậu duệ của đại tướng Mã Viện nhà Hán. Mã Ân là một thợ mộc khi còn trẻ tuổi. Ông có ít nhất hai đệ là Mã Tung (馬賨) và Mã Tồn (馬存).
Khi quân Trung Vũ đóng tại Thái châu để đề phòng quân nổi dậy Hoàng Sào, Mã Ân đang phụng sự trong đội quân này, dưới quyền các chỉ huy Tôn Nho và Lưu Kiến Phong (劉建鋒). Đương thời, Mã Ân nổi danh về tài trí và dũng Mãnh. Sau đó, khi Phụng Quốc tiết độ sứ Tần Tông Quyền nổi dậy chống lại Đường Hy Tông, Tôn Nho cùng Lưu Kiến Phong và binh sĩ cấp dưới nằm dưới quyền chỉ huy của Tần Tông Quyền.

## Phụng sự Tôn Nho
Năm 887, Tần Tông Quyền khiển đệ là Tần Tông Hành (秦宗衡), cùng cấp phó là Tôn Nho, vượt Hoài Hà tiến đến Hoài Nam quân để tranh đoạt quân này; Trương Cát, Lưu Kiến Phong, Mã Ân cùng tộc đệ của Tần Tông Quyền là Tần Ngạn Huy đều đi theo. Sau đó, Tôn Nho ám sát Tần Tông Hành và đánh bại Dương Hành Mật, đoạt lấy Dương châu và xưng là Hoài Nam tiết độ sứ.
Vào mùa xuân năm 891, Tôn Nho tiến công Dương Hành Mật Tuyên châu (宣州)- thủ phủ của Tuyên Thiệp quân. Quân của Tôn Nho không thể chiếm được Tuyên châu, lại bị Dương Hành Mật cắt đứt Đường vận chuyển lương thực. Tôn Nho quyết định khiển Lưu Kiến Phong và Mã Ân đem quân đi cướp bóc ở các huyện xung quanh. Ngày 3 tháng 7 năm 892, Dương Hành Mật tập kích giết chết Tôn Nho, hầu hết các binh sĩ của Tôn Nho đầu hàng Dương Hành Mật, Tôn Nho và Mã Ân tập hợp được 7.000 dư chúng, tiến về phía nam để đến Trấn Nam quân; các binh sĩ suy Tôn Lưu Kiến Phong làm soái, Mã Ân làm tiên phong chỉ huy sứ, Trương Cát (張佶) làm mưu chủ. Khi đến Giang Tây, số binh sĩ tăng lên hơn 10 vạn người.

## Phụng sự Lưu Kiến Phong
Thay vì tiến công Trấn Nam quân, đội quân của Lưu Kiến Phong tiến tục tiến về phía tây nam, hướng đến Vũ An quân- đương thời do Đặng Xử Nột (鄧處訥) cai quản. Khi Lưu Kiến Phong tiến đến Lễ Lăng vào mùa hè năm 894, Đặng Xử Nột khiển Thiệu châu chỉ huy sứ Tưởng Huân (蔣勳) và Đặng Kế Sùng (鄧繼崇) đem 3.000 bộ-kị binh đến trấn thủ Long Hồi quan. Mã Ân tiến đến và khiển sứ đến chỗ Tưởng Huân và Đặng Kế Sùng, thuyết phục họ rằng sẽ không thể địch nổi Lưu Kiến Phong. Theo đề xuất của sứ giả, Tưởng Huân và Đặng Kế Sùng giải tán quân lính. Sau đó, Lưu Kiến Phong chiếm được thủ phủ Đàm châu của Vũ An, bắt rồi xử tử Đặng Xử Nột rồi xử tử, xưng là lưu hậu. Vào mùa hè năm 895, Đường Chiêu Tông bổ nhiệm Lưu Kiến Phong làm Vũ An tiết độ sứ, Lưu Kiến Phong bổ nhiệm Mã Ân làm Nội ngoại Mã bộ quân đô chỉ huy sứ.
Vào mùa đông năm 895, Tưởng Huân và Đặng kế Sùng quay sang chống Lưu Kiến Phong, họ nhanh chóng chiếm được Thiệu châu, đe dọa Đàm châu. Đến mùa xuân năm 896, Lưu Kiến Phong khiển Mã Ân đem quân tiến công Tưởng Huân và Đặng Kế Sùng, Mã Ân thoạt đầu giành được thắng lợi. Tuy nhiên, vào lúc này Lưu Kiến Phong lại bị Trường trực binh Trần Thiệm (陳贍) ám sát, chư tướng giết Trần Thiệm và nghênh Hành quân tư Mã Trương Cát làm lưu hậu. Khi Trương Cát cưỡi ngựa nhập phủ, con ngựa bất ngờ hoảng sợ và khiến Trương Cát bị thương ở đùi trái. Trương Cát cho rằng việc mình kế nhiệm Lưu Kiến Phong không hợp ý của thần thánh, do vậy ông ta lệnh cho Mã Ân trở về Đàm châu nhằm ủng hộ Mã Ân kế nhiệm Lưu Kiến Phong. Mã Ân để Lý Quỳnh (李瓊) ở lại tiến tục tiến công Thiệu châu, còn ông trở về Đàm châu. Khi Mã Ân đến Đàm châu, Trương Cát giao lại quyền cai quản cho ông, ông chấp thuận; Trương Cát trở thành Hành quân tư mã, thay Mã Ân đem binh tiến công Thiệu châu. Đường Chiêu Tông sau đó bổ nhiệm Mã Ân làm lưu hậu.

## Vũ An tiết độ sứ của Đường
Khi Mã Ân nắm quyền cai quản Vũ An, ông lo sợ trước sức mạnh của Hoài Nam tiết độ sứ Dương Hành Mật và Kinh Nam tiết độ sứ Thành Nhuế (成汭), do vậy ông định đem vàng và lụa đến tặng để kết giao. Mưu chủ Cao Úc (高郁) chỉ ra rằng Thành Nhuế không mạnh như ông nghĩ, còn Dương Hành Mật thì có thù với ông và không thể xoa dịu bằng của cải. Theo ý của Cao Úc, Mã Ân tập trung vào việc an phủ sĩ dân, huấn tốt lệ binh, xây dựng bá nghiệp, chống lại kẻ thù.
Năm 897, Trương Cát bắt được Tưởng Huân, Thiệu châu về tay Mã Ân. Tuy nhiên, đương thời Vũ An về mặt pháp lý bao gồm 7 châu, song Mã Ân mới chỉ thực sự kiểm soát Đàm châu và Thiệu châu; 5 châu còn lại trên thực tế nằm trong tay các thủ lĩnh khởi nghĩa nông dân: Dương Sư Viễn (楊師遠) chiếm Hành châu, Đường Thế Mân (唐世旻) chiếm Vĩnh châu; Thái Kết (蔡結) chiếm Đạo châu; Trần Ngạn Khiêm (陳彥謙) chiếm Sâm châu; và Lỗ Cảnh Nhân (魯景仁) chiếm Liên châu. Theo ý của bộ tướng Diêu Ngạn Chương (姚彥章), Mã Ân khiển Lý Quỳnh và Tần Ngạn Huy (秦彥暉) tiến công Hành châu và Vĩnh châu, kết quả nhanh chóng thắng lợi; Dương Sư Viễn chết trong lúc chạy trốn, còn Đường Thế Mân bị quân Mã Ân giết. Năm 899, Mã Ân khiển Lý Đường (李唐) tiến công Đạo châu, thoạt đầu bị Thái Kết đẩy lui, song sau đó Lý Đường giành được thắng lợi và giết chết Thái Kết, đoạt lấy Đạo châu. Cuối năm 899, Lý Quỳnh bắt giữ và xử tử Trần Ngạn Khiêm, Lỗ Cảnh Nhân tự sát khi Lý Quỳnh tiến công Liên châu, Mã Ân nay kiểm soát được toàn bộ 7 châu của Vũ An quân. Đường Chiêu Tông bổ nhiệm Mã Ân làm Vũ An tiết độ sứ.
Khi Tĩnh Giang tiết độ sứ Lưu Sĩ Chính (劉士政) hay tin Mã Ân bình định được Vũ An, ông ta trở nên lo sợ và phái phó sứ Trần Khả Phan (陳可璠) đem quân đến đồn trú tại Toàn Nghĩa Lĩnh để đề phòng khả năng bị Mã Ân tiến đánh. Khi Mã Ân khiển sứ giả đến chỗ Lưu Sĩ Chính kết thân, Trần Khả Phan chống lại. Năm 900, Mã Ân khiển Tần Ngạn Huy và Lý Quỳnh đem 7.000 quân tiến công Tĩnh Giang. Họ nhanh chóng đánh bại quân của Lưu Sĩ Chính, giết Vương Kiến Vũ (王建武) và bắt giữ Trần Khả Phan. Quân Vũ An bao vây quân thành Quế châu, và Lưu Sĩ Chính đầu hàng sau vài ngày bị bao vây, Mã Ân nay đoạt được 5 châu của Tĩnh Giang: Quế, Nghi, Nham, Liễu, Tượng. Mã Ân bổ nhiệm Lý Quỳnh làm Tĩnh Giang tiết độ sứ.
Năm 902, trong lúc đang ở Phượng Tường dưới quyền khống chế của hoạn quan Hàn Toàn Hối và Phượng Tường tiết độ sứ Lý Mậu Trinh, còn Chu Toàn Trung thì bao vây Phượng Tường, Đường Chiêu Tông khiển Lý Nghiễm (李儼) đến các quân ở đông nam nhằm thuyết phục các quân phiệt ở đây hội quân với Dương Hành Mật tiến công Chu Toàn Trung. Trong số các chiếu chỉ mà Lý Nghiễm tuyên, Mã An được bổ nhiệm là Đồng bình chương sự (tức tể tướng trên danh nghĩa).
Năm 903, Lý Mậu Trinh buộc phải giao Đường Chiêu Tông cho Chu Toàn Trung. Sau đó, Dương Hành Mật khiển sứ giả đến gặp Mã Ân, cáo buộc Chu Toàn Trung ngang ngược, đề nghị hai bên liên minh (kết làm huynh đệ) với điều kiện Mã Ân cắt đứt quan hệ với Chu Toàn Trung. Đại tướng của Mã Ân là Hứa Đức Huân (許德勳) chỉ ra rằng Chu Toàn Trung khống chế Hoàng đế và Mã Ân không có lợi nếu tuyệt giao với người này, Mã Ân nghe theo và không chấp thuận lời đề nghị của Dương Hành Mật.
Đồng minh của Chu Toàn Trung là Vũ Xương tiết độ sứ Đỗ Hồng nhiều năm liền bị Dương Hành Mật tiến đánh, tình thế trở nên tuyệt vọng. Chu Toàn Trung khiển bộ tướng Hàn Kình (韓勍) đem một vạn quân tiến về phía nam để cứu Đỗ Hồng, ngoài ra cũng đề nghị Thành Nhuế, Mã Ân và Vũ Trinh tiết độ sứ Lôi Ngạn Uy (雷彥威) suất binh cứu Đỗ Hồng. Thành Nhuế chấp thuận và dẫn một hạm đội tiến đến Vũ Xương, tuy nhiên sau khi Thành Nhuế rời khỏi thủ phủ Giang Lăng, Mã Ân thừa cơ khiển Hứa Đức Huân đem một vạn binh hợp binh với 3.000 binh dưới quyền bộ tướng Âu Dương Tư (歐陽思) của Lôi Ngạn Uy, tiến công Giang Lăng. Liên quân chiếm được Giang Lăng, cướp người và tài sản rồi rút đi. Thành Nhuế hay tin gia quyến và gia sản nay nằm trong tay Mã Ân thì mất tinh thần rồi chiến bại, sau đó tự sát. Trên đường trở về Đàm châu, Hứa Đức Huân gặp gỡ Nhạc châu thứ sử Đặng Tiến Trung (鄧進忠), thuyết phục Đặng Tiến Trung quy phục Mã Ân. Đặng Tiến Trung đồng ý, dâng châu cho Mã Ân và cho đưa toàn bộ gia quyến đến Đàm châu để thể hiện sự quy phục. Mã Ân bổ nhiệm Hứa Đức Huân làm Nhạc châu thứ sử, bổ nhiệm Đặng Tiến Trung làm Hành châu thứ sử.
Năm 904, Dương Hành Mật biết được chỉ huy sứ Mã Tung dưới quyền mình là đệ của Mã Ân. Dương Hành Mật đề nghị đưa Mã Tung đến chỗ Mã Ân, Mã Tung thoạt đầu từ chối, nói rằng mình chịu ơn của Dương Hành Mật, song Dương Hành Mật vẫn không đổi ý. Sau khi Mã Tung đến Đàm châu, Mã Ân bổ nhiệm người đệ này làm tiết độ phó sứ. Sau đó, Mã Tung chủ trương Mã Ân và Dương Hành Mật liên minh, song Mã Ân từ chối đề xuất của Mã Tung.
Năm 906, người kế vị Dương Hành Mật là Dương Ác khiển Tiên phong chỉ huy sứ Trần Tri Tân (陳知新) tiến công Nhạc châu. Trần Tri Tân giành được thắng lợi, buộc Hứa Đức Huân phải chạy trốn, Nhạc châu bị Hoài Nam thôn tính. Trong cùng năm, sau khi Dương Ác chiếm được hầu hết Trấn Nam quân và bắt tiết độ sứ Chung Khuông Thì (鍾匡時), Cát châu thứ sử Bành Can (彭玕) quyết định dâng Cát châu hàng Mã Ân.

## Thời Hậu Lương

### Thời Hậu Lương Thái Tổ
Năm 907, Chu Toàn Trung soán vị triều Đường, mở đầu triều Hậu Lương, tức Hậu Lương Thái Tổ. Một số quân phiệt triều Đường gồm Dương Ác, Lý Mậu Trinh, Lý Khắc Dụng, và Vương Kiến không công nhận Hậu Lương Thái Tổ, song phần còn lại của đế chế, trong đó có Vũ An quân của Mã Ân thì công nhận Hậu Lương Thái Tổ là tông chủ. Không lâu sau, vào tháng 4 ÂL, Hậu Lương Thái Tổ phong Mã Ân làm Sở vương. Đến tháng 8 ÂL cùng năm, Hậu Lương Thái Tổ bổ nhiệm Mã Ân kiêm Vũ Xương tiết độ sứ, giữ chức Chiêu thảo chế trí sứ ở lãnh thổ được bổ nhiệm; mặc dù ông không thực sự kiểm soát Vũ Xương quân.
Cũng vào năm 907, Hoằng Nông vương Dương Ác phong Lưu Tồn (劉存) làm Tây Nam diện đô chiêu thảo sứ, bổ nhiệm Trần Tri Tân làm Nhạc châu đoàn luyện sứ, Lưu Uy (劉威) làm ứng viện sứ, cùng giám quân Hứa Huyền Ứng (許玄應) đem ba vạn thủy binh tiến công Sở. Mã Ân khiển Thành Đô chỉ huy sứ Tần Ngạn Huy đem 3 vạn thủy binh xuôi dòng Trường Giang, lệnh cho Thủy quân phó sứ Hoàng Phan (黃璠) suất hơn 300 chiến hạm đóng tại Dương Khẩu. Hạm đội Hoằng Nông gặp trở ngại do mưa lớn và nhiều lần bị Tần Ngạn Huy đánh bại. Do đó, Lưu Tồn viết thư cho Mã Ân, đề nghị đầu hàng, song Tần Ngạn Huy thuyết phục Mã Ân rằng Lưu Tồn thực chất chỉ trá hàng, và tiếp tục tiến công. Tần Ngạn Huy sau đó đánh bại Lưu Tồn, bắt được Lưu Tồn và Trần Tri Tân. Thoạt đầu, Mã Ân cố gắng thuyết phục Lưu Tồn và Trần Tri Tân quy phục và phụng sự cho ông, song sau khi bị từ chối, ông quyết định xử tử họ, Mã Ân đoạt lại được Nhạc châu. Sau đó, Mã Ân hợp binh với Bành Can nhằm chiếm thủ phủ Hồng châu của Trấn Nam quân, song không thành công. Tiếp đó, Mã Ân cùng người kế nhiệm Lôi Ngạn Uy là Lôi Ngạn Cung (雷彥恭) hợp binh tiến công Kinh Nam quân của Cao Quý Hưng, song liên quân bị đẩy lui.
Sau khi lại thất bại trong việc công Giang Lăng, Lôi Ngạn Cung quay sang liên minh với Hoằng Nông, Hậu Lương Thái Tổ tước bỏ toàn bộ quan tước của Lôi Ngạn Cung và lệnh cho Cao Quý Hưng và Mã Ân tiến công Vũ Trinh quân. Cao Quý Hưng khiển bộ tướng Nghê Khả Phúc (倪可福) đem quân tiến công, còn Mã Ân thì phái Tần Ngạn Huy đi, bao vây thủ phủ Lãng châu của Vũ Trinh quân. Khi Lôi Ngạn Cung cầu viện Hoằng Nông, Dương Ác khiển Linh Nghiệp (泠業) và Lý Nhiêu (李饒) đem quân cứu viện Lôi Ngạn Cung. Mã Ân khiển Hứa Đức Huân đem binh kháng cự, kết quả Hứa Đức Huân giành được thắng lợi và bắt được Linh Nghiệp cùng Lý Nhiêu; hai người này sau đó bị Mã Ân xử tử. Vào mùa hè năm 908, không được Hoằng Nông cứu viện, Lãng châu thất thủ, Lôi Ngạn Cung chạy sang Hoằng Nông, Mã Ân thôn tính Lãng châu và Lễ châu.
Trong lúc này, Cao Úc nói với Mã Ân rằng một cách để làm giàu cho đất nước là bán trà đến các lãnh thổ nằm dưới quyền kiểm soát trực tiếp của triều đình Hậu Lương ở phương bắc. Mã Ân nghe theo, và đến tháng 7 ÂL thì Mã Ân tấu với Hậu Lương Thái Tổ để xin thiết lập hồi đồ vụ tại Biện châu, Kinh châu, Tương châu, Đường châu, Dĩnh châu, và Phục châu, nhằm dùng trà của Sở để đổi lấy tơ lụa và chiến mã, hứa sẽ triều cống 25 vạn cân trà mỗi năm cho triều đình, Hậu Lương Thái Tổ chấp thuận. Theo ghi chép, nhờ đó mà Sở bắt đầu trở nên giàu có, sung túc. Tuy nhiên, cũng trong năm 908, Cao Quý Hưng cố gắng cắt đứt tuyến Đường mậu dịch của Sở bằng cách đóng quân tại Hán Khẩu, Mã Ân khiển Hứa Đức Huân đem thủy quân tiến công, Cao Quý Hưng sợ hãi nên quay sang thỉnh hòa.
Mùa thu năm 908, Mã Ân khiển Bộ quân đô chỉ huy sứ Lã Sư Chu (呂師周) đem binh tiến công Thanh Hải quân của tiết độ sứ Lưu Ẩn, chiếm được 6 châu: Chiêu châu, Hạ châu, Ngô châu, Mông châu, Cung châu, và Phú châu từ tay Lưu Ẩn.
Năm 909, Nguy Toàn Phúng (危全諷)- người kiểm soát bốn châu Phủ, Tín, Viên, Cát của Trấn Nam quân, trung tâm tại Phủ châu trong nhiều năm- xưng là Trấn Nam tiết độ sứ và tiến công Hồng châu. Khi Nguy Toàn Phúng cầu viện Mã Ân, Mã Ân khiển Chỉ huy sứ Uyển Mai (苑玫) cùng Viên châu thứ sử Bành Ngạn Chương (彭彥章) hợp binh bao vây Cao An nhằm phân tán quân Hoằng Nông. Sau khi Uyển Mai chiến bại và bị tướng Hoằng Nông là Chu Bản (周本) bắt được, quân Sở Triệt thoái. Ngoài ra, Bành Can từ bỏ Cát châu và chạy đến Đàm châu, Hoằng Nông thôn tính Cát châu. Mã Ân bổ nhiệm Bành Can làm Thần châu thứ sử, cho nhi tử là Mã Hy Phạm lấy nhi nữ của Bành Can làm thê.
Năm 910, sau khi Mã Ân cầu được ban tước Thiên Sách thượng tướng (天策上將)- tước hiệu trước đó chỉ có Đường Thái Tông được nắm giữ- Hậu Lương Thái Tổ chấp thuận việc này. Sau đó, Mã Ân lập ra Thiên Sách phủ, cho đệ Mã Tung làm tả tướng và Mã Tồn làm Hữu tướng.
Trong khi đó, các tù trưởng người Man là Tống Nghiệp (宋鄴) và Phan Kim Thịnh (潘金盛) ở Thần châu và Tự châu đem quân đến quấy rối các thành do Sở kiểm soát. Vào cuối năm 910, khi Tống Nghiệp tiến công Tương Hương, và Phan Kim Thịnh tiến công Vũ Cương, Mã Ân khiển Chu châu thứ sử Lã Chu đem 5.000 binh thảo phạt. Lã Chu ngay sau đó giết chết Phan Kim Thịnh, và đến năm 912, Tống Nghiệp và một tù trưởng khác ở Thần châu là Xương Sư Ích (昌師益) suất chúng đầu hàng Mã Ân. Sau đó, Mã Ân bổ nhiệm Tống Nghiệp làm Thần châu thứ sử, bổ nhiệm Xương Sư Ích làm Tự châu thứ sử.
Ninh Viễn tiết độ sứ Bàng Cự Chiêu (龐巨昭) và Cao châu phòng ngự sứ Lưu Xương Lỗ (劉昌魯) đẩy lui được một cuộc tiến công của Lưu Ẩn, song họ cho rằng bản thân không đủ lực để kháng cự với Lưu Ẩn trong một thời gian dài, do vậy quyết định viết thư cho Mã Ân đề nghị dâng lãnh thổ cho Mã Ân. Mã Ân rất hài lòng, khiển Hoàng châu thứ sử Diêu Ngạn Chương (姚彥章) đem quân đi nghênh đón họ. Mã Ân bổ nhiệm Lưu Xương Lỗ làm Vĩnh Thuận tiết độ phó sứ, cho Diêu Ngạn Chương quản lý sự vụ ở Dung châu (容州)- thủ phủ của Ninh Viễn quân, và sau đó thăng làm Ninh Viễn tiết độ phó sứ. Tuy nhiên, vào năm 911, khi Lưu Ẩn đem quân tiến công, Diêu Ngạn Chương nhận định sai lầm rằng không thể trụ lại được (mặc dù quân cứu viện của Hứa Đức Huân đang đến), do đó Diêu Ngạn Chương quyết định đưa sĩ dân Dung châu về Sở, Lưu Ẩn đoạt được Dung châu và Cao châu. Mặc dù Sở chiến bại, song Hậu Lương Thái Tổ vẫn bổ nhiệm Mã Ân làm tiết độ sứ của ba quân Vũ An-Vũ Xương-Tĩnh Giang-Ninh Viễn, Hồng-Ngạc tứ diện hành doanh đô thống. Tuy nhiên, vì không muốn trông thấy chiến tranh giữa hai chư hầu, Hậu Lương Thái Tổ khiển sứ giả đến hòa giải giữa Mã Ân và Lưu Ẩn.

### Sau thời Hậu Lương Thái Tổ
Năm 912, tướng Ngô (tức Hoằng Nông) là Hoài Nam tiết độ phó sứ Trần Chương (陳璋) đem thủy quân tập kích Nhạc châu của Sở, bắt Nhạc châu thứ sử Uyển Mai. Khi Mã Ân khiển Thủy quân đô chỉ huy sứ Dương Định Chân (楊定真) đem quân tái chiếm Nhạc châu, quân Ngô chuyển hướng tiến về Kinh Nam. Để ngăn ngừa việc Mã Ân cứu viện Kinh Nam, Phủ châu thứ sử Lưu Tín (劉信) của Ngô suất binh từ năm châu: Giang, Phủ, Tín, Viên, Cát đến đóng tại Cát châu, nhằm gây áp lực cho Mã Ân. Sau khi Trần Chương không thể chiếm được Giang Lăng, quân Ngô triệt thoái. Năm 913, Ninh Viễn tiết độ sứ Diêu Ngạn Chương (mặc dù lúc này Sở đã để mất Ninh Viễn) đem thủy quân tiến công Ngạc châu- thủ phủ của Vũ Xương quân, Ngô khiển Trì châu đoàn luyện sứ Lã Sư Tạo (呂師造) cự chiến, Diêu Ngạn Chương triệt thoái.
Cũng vào năm 913, người kế nhiệm Lưu Ẩn là Lưu Nghiễm đề nghị Mã Ân gả một nhi nữ cho ông ta, Mã Ân chấp thuận. (Hòa thân được thiết lập vào năm 915, khi Mã Ân khiển Mã Tồn hộ tống Mã thị đến lãnh thổ của Lưu Nghiễm.)
Năm 914, Viên châu thứ sử Lưu Sùng Cảnh (劉崇景) của Ngô dâng châu hàng Mã Ân. Mã Ân khiển tướng Hứa Trinh (許貞) đem 1 vạn lính đến tăng viện. Tuy nhiên, đến khi các tướng Ngô là Sài Tái Dụng (柴再用) và Mễ Chí Thành (米志誠) đem quân tiến công, Lưu Sùng Cảnh và Hứa Trinh quyết định bỏ Viên châu, triệt thoái về Sở.
Năm 916, Tấn vương Lý Tồn Úc lúc này thôn tính được toàn bộ Hà Bắc [lãnh thổ ở bờ bắc Hoàng Hà] trong cuộc chiến tranh với Hậu Lương. Mặc dù mang địa vị là chư hầu của Hậu Lương, Mã Ân lại khiển sứ giả sang Tấn thông hảo, Tấn vương cũng khiển sứ đáp lễ.
Năm 918, Lưu Tín bao vây Kiền châu của quân phiệt Đàm Toàn Bá (譚全播), Đàm Toàn Bá cầu viện từ cả ba nước là chư hầu của Hậu Lương: Ngô Việt của Tiền Lưu, Mân của Vương Thẩm Tri và Sở. Tiền Lưu khiển nhi tử là Tiền Truyền Cầu (錢傳球) tiến công Tín châu; Mã Ân khiển tướng Trương Khả Cầu (張可求) đem một vạn quân đến đóng tại Cổ Đình; và Vương Thẩm Tri thì phái quân tiến đến Vu Đô, đều nhằm cứu viện Đàm Toàn Bá. Tuy nhiên, quân Ngô Việt bị Tín châu thứ sử Chu Bản đẩy lui, sau đó Lưu Tín phái một đội quân đi đẩy lui quân Sở. Khi quân Ngô Việt và quân Mân biết tin quân Sở bị đẩy lui, họ cũng triệt thoái, Đàm Toàn Bá nay không còn cứu viện.
Năm 919, quân Sở tiến công Kinh Nam, Cao Quý Hưng cầu viện Ngô. Ngô khiển Lưu Tín tiến thẳng đến Đàm châu, trong khi khiển Lý Giản (李簡) tiến công Phục châu của Sở. Lý Giản bắt được Phục châu thứ sử Bảo Đường (鮑唐), đại quân Sở hay tin Lưu Tín tiến đến thì triệt thoái khỏi Kinh Nam.
Năm 920, Tiền Lưu đề nghị Mã Ân gả một nhi nữ cho nhi tử Tiền Truyền Túc (錢傳璛) của ông ta, Mã Ân chấp thuận.

## Thời Hậu Đường

### Thời Hậu Đường Trang Tông
Năm 923, Lý Tồn Úc xưng là người kế thừa hợp pháp của triều Đường, lập ra triều Hậu Đường. Sau đó, Hậu Đường Trang Tông chiếm được kinh thành Đại Lương của Hậu Lương, Hậu Lương diệt vong. Các quân trước đó nằm dưới quyền kiểm soát của Hậu Lương nay chuyển sang nằm dưới quyền cai quản của Hậu Đường. Mã Ân hay tin Hậu Đường giành được chiến thắng, quyết định khiển kì tử là Nha nội Mã bộ đô chỉ huy sứ Mã Hy Phạm đến triều kiến, nộp ấn Hồng-Ngạc hành doanh đô thống, dâng bản ghi nguyên tịch của tướng lại. Khi Mã Hy Phạm yết kiến Hậu Đường Trang Tông, Hậu Đường Trang Tông hỏi han về các sự kiện xảy ra tại Sở và cảm thấy ấn tượng. Trong khi muốn ca ngợi Mã Hy Phạm, Hậu Đường Trang Tông lại muốn gieo mầm nghi ngờ vào Cao Úc, ông ta nói với Mã Hy Phạm: "Ta thường nghe rằng một ngày nào đó Cao Úc sẽ đoạt lấy Hồ Nam. Nếu Sở vương có một nhi tử như người, sao Cao Úc có thể làm như vậy?" Bất chấp nỗ lực ly gián của Hậu Đường Trang Tông, Mã Ân vẫn tiếp tục tín nhiệm Cao Úc.
Mã Ân thu hút các thương nhân đến Hồ Nam bằng cách không thu thuế. Do thấy Hồ Nam có nhiều chì và sắt, ông nghe theo sách lược của Cao Úc mà dùng chì và sắt để đúc tiền, các thương gia xuất cảnh không thể dùng số tiền này được nên họ bắt buộc phải kiếm lời bằng cách trao đổi hàng hóa, do đó Sở trở nên giàu có đầy đủ. Cao Úc thấy dân cư Hồ Nam không có nghề trồng dâu nuôi tằm, vì thế mệnh cho dân nộp thuế bằng lụa thay vì tiền, do vậy mà trong vài năm, Sở trở thành một nơi sản xuất tơ lụa lớn.
Năm 924, Hậu Đường Trang Thông cho Mã Ân kiêm Trung thư lệnh.
Năm 925, Hậu Đường Trang Tông khiển hoàng tử là Ngụy vương Lý Kế Ngập (李繼岌) cùng đại tướng Quách Sùng Thao (郭崇韜) tiến công nước Tiền Thục của Vương Diễn. Khi hay tin Tiền Thục bị diệt, Mã Ân trở nên lo sợ, thượng biểu cho Hậu Đường Trang Tông, nói: Thần đã bắt đầu xây dựng một phủ ở chân Hành Sơn làm đất thối hưu, nguyện dâng ấn thụ để bảo toàn những năm lẻ còn lại. Hậu Đường Trang Tông hạ chiếu ủy dụ Mã Ân. Mặc dù diệt được Tiền Thục, song bản thân triều Hậu Đường lại trở nên rối loạn và đến mùa hè năm 926, hoàng vị Hậu Đường về tay Lý Tự Nguyên, tức Hậu Đường Minh Tông.

### Thời Hậu Đường Minh Tông
Sau khi tức hoàng đế vị, Hậu Đường Minh Tông bổ nhiệm Mã Ân là Thượng thư lệnh. Trong khi đó, Cao Quý Hưng ngày càng có thái độ đối đầu với triều đình Hậu Đường, Hậu Đường Minh Tông quyết định khiển tướng Lưu Huấn (劉訓) tiến đánh Kinh Nam. Mã Ân khiển Hứa Đức Huân đem thủy quân hướng đến Kinh Nam, song dừng tại Nhạc châu. Lưu Huấn gặp trở ngại, Hậu Đường Minh Tông lại khiển Khổng Tuần (孔循) đến chiến tuyến để xem xét tình hình. Khổng Tuần khiển sứ ban an mã và ngọc đái cho Mã Ân, cũng thưởng y phục cho quân Sở, lôi kéo Mã Ân tham gia chiến dịch, yêu cầu Mã Ân gửi lương thảo cho quân của Lưu Huấn, song Mã Ân không thực hiện theo. Cuối cùng, Lưu Huấn buộc phải triệt thoái, Kinh Nam từ đó trở thành một nước độc lập trên thực tế.
Năm 927, Hậu Đường Minh Tông phong Mã Ân làm Sở quốc vương. Sau khi sách lễ sứ đến, Mã Ân bắt đầu kiến quốc, lập cung điện, thiết lập bá quan, giống như một Thiên tử, chỉ sửa đổi tên các chức quan để thể hiện sự tôn trọng với hoàng đế Hậu Đường: Hàn lâm học sĩ gọi là Văn uyển học sĩ, Tri chế cáo gọi là Tri từ chế, Xu mật viện gọi là Tả hữu cơ yếu ty, bề tôi gọi ông là Điện hạ, đổi lệnh thành giáo. Mã Ân bổ nhiệm Diêu Ngạn Chương làm Tả thừa tướng, Hứa Đức Huân làm Hữu thừa tướng, Lý Đạc là Tư đồ, Thôi Dĩnh là Tư không, Thác Bạt Hằng là Bộc xạ, Trương Ngạn Dao và Trương Nghênh là Phán cơ yếu ty. Ông chịu hoàn toàn trách nhiệm trong việc bổ nhiệm các quan lại, ngoài trừ lần ông thượng biểu sau khi bổ nhiệm tiết độ sứ của Vũ Bình (武平, tức Vũ Trinh cũ) và Tĩnh Giang.
Năm 928, Mã Ân khiển Lục quân sứ Viên Thuyên (袁詮), Phó sứ Vương Hoàn (王環), và nhi tử là giám quân Mã Hy Chiêm (馬希瞻) đem thủy quân tiến công Kinh Nam. Sau khi quân Sở đại thắng quân Kinh Nam tại Lưu Lang Phục, Cao Quý Hưng lo sợ và trao trả sứ giả Sở được khiển đến Hậu Đường là Sử Quang Hiến (史光憲)- người bị Cao Quý Hưng bắt sau khi ông ta quay sang chống Hậu Đường. Sau đó, khi Mã Ân trách mắng Vương Hoàn về việc không tiếp tục tiến công để diệt Kinh Nam, Vương Hoàn đáp: Giang Lăng nằm giữa Trung triều [tức Hậu Đường], Ngô, và Thục, là đất tứ chiến. Tốt nhất là để nó tồn tại nhằm che chắn cho ta, Mã Ân hiểu ra.
Cũng vào năm 928, Mã Ân phái thủy quân tiến công Phong châu của Hán Đế Lưu Nghiễm. Tuy nhiên, đội quân này chiến bại trước tướng Tô Chương (蘇章) của Nam Hán, và buộc phải triệt thoái.
Cùng năm đó, một vạn thủy quân Ngô dưới quyền chỉ huy của Hữu hùng vũ quân sứ Miêu Lân (苗璘) và Tĩnh Giang thống quân Vương Ngạn Chương (王彥章) tiến công Nhạc châu của Sở. Mã Ân khiển Hứa Đức Huân đem 1.000 chiến hạm đi chống trả. Hứa Đức Huân bí mật khiển Vương Hoàn suất 200 chiến hạm vào ban đêm đến đóng ở Dương Lâm Phổ, chặn đường rút lui của quân Ngô, sau đó tiến công quân Ngô từ hai phía. Quân Sở giành được thắng lợi, Miêu Lân và Vương Ngạn Chương đều bị bắt. Sau đó, để cầu hòa với Ngô, Mã Ân cho đưa cả Miêu Lân và Vương Ngạn Chương về Ngô. Hứa Đức Huân thiết tiệc đưa tiễn, ông ta nay trở nên lo lắng trước việc các nhi tử của Mã Ân tranh giành quyền kế vị, nói với hai người: Sở quốc tuy nhỏ, song cựu thần túc tướng vẫn còn, mong Ngô triều chớ nghĩ đến nữa. Tất đến khi lũ ngựa non tranh máng ăn, sau đó có thể suy tính
Trong khi đó, Cao Quý Hưng quay sang quy phục Ngô, Ngô Đế Dương Phổ tiến tước Tần vương cho Cao Quý Hưng, Hậu Đường Minh Tông hạ chiếu lệnh Mã Ân tiến công Kinh Nam. Mã Ân khiển Hứa Đức Huân đem binh công Kinh Nam, cho Mã Hy Phạm làm giám quân. Khi quân Kinh Nam và quân Sở chạm trán, Cao Tòng Tự (高從嗣) thách Mã Hy Phạm đọ sức một trận duy nhất để phân thắng bại, phó chỉ huy sứ Liệu Khuông Tề (廖匡齊) của Sở đem quân giao chiến và giết chết Cao Tòng Tự. Sau đó, Cao Quý Hưng cầu hòa, Hứa Đức Huân và Mã Hy Phạm rút lui. Tuy nhiên, Sở và Kinh Nam vẫn tiếp tục xảy ra xung đột biên giới trong một thời gian.
Đúng như Hứa Đức Huân nhận định, tại Sở diễn ra cuộc tranh giành quyền kế vị, trưởng tử của Mã Ân là Mã Hy Chấn do chính thất sinh ra, song Mã Ân lại yêu mến thứ tử Mã Hy Thanh- do sủng thiếp là Viên phu nhân sinh ra. Mã Hy Chấn không muốn tranh giành quyền kế vị nên xuất gia làm đạo sĩ. Mùa xuân năm 929, Mã Ân chính thức bổ nhiệm Vũ An tiết độ phó sứ- phán Trường Sa phủ Mã Hy Thanh làm chủ chính sự của Sở. Từ thời điểm đó trở đi, toàn bộ quốc sự đều phải thông qua Mã Hy Thanh trước, sau mới báo cho Mã Ân. Tuy nhiên, Mã Hy Phạm lại trở nên bất mãn với Mã Hy Thanh và Viên phu nhân.
Cuối năm 928, Cao Tòng Hối kế vị cha cai quản Kinh Nam, ông ta quay sang quy phục Hậu Đường Minh Tông thông qua Mã Ân và Sơn Nam Đông đạo tiết độ sứ An Nguyên Tín (安元信) của Hậu Đường.
Sau khi Mã Hy Thanh nắm quyền cai quản quốc gia, ông ta bắt đầu tranh chấp với Cao Úc, nghi ngờ Cao Úc do những lời ly gián trước đây của Hậu Đường Trang Tông và Cao Quý Hưng. Năm 929, do Mã Hy Thanh nhiều lần đề nghị, Mã Ân lệnh cho Cao Úc trí sĩ. Cao Úc thất vọng và nói: "Ta xây gấp phủ ở Tây Sơn để quy lão, chế tử lớn dần và nay có thể cắn người", Mã Hy Thanh tức giận và giả lệnh Mã Ân để sát hại Cao Úc cùng gia tộc. Khi Mã Ân hay tin, ông đấm ngực kêu khóc thảm thiết, song không trừng phạt Mã Hy Thanh.
Tháng 10 ÂL năm Canh Dần, Mã Ân bị bệnh nằm trên giường, khiển sứ sang Hậu Đường xin truyền vị lại cho Mã Hy Thanh. Triều đình Hậu Đường không tin tưởng Mã Hy Thanh, nên ban đầu cho giữ chức Vũ An tiết độ sứ kiêm Thị trung. Ngày Kỷ Tị (10) tháng 11 (2 tháng 12 năm 930), Vương Ân qua đời, di mệnh chư tử phải truyền lại ngôi vị cho huynh đệ, còn để kiếm ở từ đường và nói ai làm trái mệnh sẽ bị giết. Sau đó, Mã Hy Thanh kế vị.

## Gia đình
Chính thất
- Mẹ của Mã Hy Chấn

Thứ thất
- Viên phu nhân, sinh Mã Hy Thanh, Mã Hy Vượng
- Trần phu nhân, sinh Mã Hy Phạm
- Hoa phu nhân, sinh Mã Hy Cảo

Con trai
- Trưởng từ Mã Hy Chấn (馬希振),, Vũ Thuận tiết độ sứ, xuất gia làm đạo sĩ
- Thứ tử Mã Hy Thanh (馬希聲899-932), Hành Dương vương
- Tam tử Mã Hy Ngạc (馬希萼), Cung Hiếu vương
- Tứ tử Mã Hy Phạm(馬希範, 899-947), Văn Chiêu vương
- Mã Hy Vượng (馬希旺), Thân tòng đô chỉ huy sứ, mất năm 933
- Mã Hy Cảo (馬希杲), Tĩnh Giang tiết độ sứ, Đồng bình chương sự, bị Mã Hy Phạm độc sát năm 945
- Mã Hy Chiêm (馬希瞻), Tình Giang tiết độ sứ, mất năm 949
- Mã Hy Sùng (馬希崇), Sở vương
- Mã Hy Năng (馬希能), Tả đồn vệ đại tướng quân
- Mã Hy Quán (馬希貫), Thiên ngưu vệ đại tướng quân
- Mã Hy Tuấn (馬希濬), Tiết độ sứ hành quân tư Mã
- Mã Hy Tri (馬希知), Tiết độ sứ hành quân tư Mã
- Mã Hy Ẩn (馬希隱), Tĩnh Giang tiết độ sứ phó sứ
- Mã Hy Lãng (馬希朗), Tiết độ sứ hành quân tư Mã
- Tam thập ngũ tử Mã Hy Quảng (馬希廣), phế vương

Con giái
- Mã hoàng hậu của Nam Hán Cao Tổ
- Mã thị, thê của Tiền Truyền Túc (錢傳璛)- nhi tử của Ngô Việt vương Tiền Lưu